# Понте-Прета
«Понте-Прета» (порт., Associação Atlética Ponte Preta) — бразильський футбольний клуб з міста Кампінас штату Сан-Паулу.

## Історія
«Понте-Прета» — один з найстаріших бразильських клубів, був заснований 11 серпня 1900 року студентами. Першим президентом «Понте-Прети» був Педро Вієра да Сілва. Перший трофей був завойований командою у 1969 році, коли «Понте-Прета» стала переможцем Другого дивізіону Ліги Пауліста. Клуб отримав право брати участь у національних змаганнях, ставши першим бразильським клубом з сільських районів, який досяг цього рівня.
У 1977 році команда вважалася фаворитом чемпіонату свого штату. У фіналі «Понте-Прета» зустрічалася з «Корінтіансом». Але поступилася з рахунком 1:2 через суперечливе видалення на початку гри Руї Рея, одного з ключових гравців команди.
У 2013 році «Понте-Прета» дісталися фіналу Південноамериканського кубку, де поступилися аргентинському клубу «Ланус». Далі почалося балансування команди між вищим і другим дивізіонами чемпіонату Бразилії.

## Досягнення
- Переможці Другого дивізіону Ліги Пауліста: 1969
- Фіналісти Південноамериканського кубку: 2013